# Wikipedia tiếng Hungary
Wikipedia tiếng Hungary là một phiên bản Wikipedia, một bách khoa toàn thư mở.